# Институт русского реалистического искусства
Институ́т ру́сского реалисти́ческого иску́сства — частный музей, основанный по инициативе предпринимателя Алексея Ананьева на базе его коллекции русского реалистического искусства XIX—XX веков. Открытие состоялось в 2011 году в здании бывшей ситценабивной фабрики на Дербеневской набережной, построенной в 1823-м. По состоянию на 2018 год в состав экспозиции входили более 500 работ.
В июне 2019 года дирекция объявила о  закрытии музея. Причиной послужил арест имущества и активов Алексея Ананьева. По состоянию на 2021 год музей закрыт, коллекция живописи находится под арестом.

## Здание
Здание фабрики было построено швейцарским мастером Бухером в 1823 году. В последующие десятилетия мануфактура стала крупнейшим ситценабивным предприятием Российской империи. В 1847-м фабрика перешла под управление товарищества «Эмиль Циндель» и расширила ассортимент производства.
Во время революции 1905—1907 годов мануфактура стала одним из основных опорных пунктов массовых забастовок рабочих. С установлением советской власти производство было переименовано в «Первую ситценабивную фабрику».
После распада СССР из-за падения потребления ситцевых тканей фабрика перестала выдерживать конкуренцию с Ивановскими предприятиями, которые заняли роль ведущих текстильных производителей. По этой причине новые владельцы фабрики — компания «Промсвязьнедвижимость» — в конце 1990-х годов приняли решение закрыть большинство цехов и обустроить в помещениях деловой квартал «Новоспасский двор». Проект был назван в честь расположенного неподалёку одноимённого монастыря и включал в себя реконструкцию 14-ти фабричных павильонов, один из них впоследствии отдали под музей. Реализация бизнес-квартала стартовала в 2000 году под управлением архитектурного бюро «Мегастрой 2000» и завершилась к 2005-му. В результате проведённых работ были укреплены фундаменты, надстроены мансарды, а также восстановлена кирпичная кладка на фасадах корпусов.

## Музей
Открытие музея состоялось в декабре 2011 года в одном из бывших корпусов ситценабивной фабрики. Инициатором создания музея стал предприниматель Алексей Ананьев, с детства увлекавшийся изучением живописи. Начиная с 2000-х Ананьев начал формировать собственное собрание работ реалистического искусства, объясняя свой выбор желанием создать коллекцию работ мирового уровня:
Мне авангард понятен, многие работы — это действительно произведения искусства. Но я не стал коллекционировать авангард по следующим причинам: до меня его собирали очень многие; большая часть работ находится в музеях; кроме того, к большому сожалению, авангард стал популярен несколько ранее, чем я принял решение коллекционировать; еще один контраргумент — большое количество подделок. Если бы я принял решение собирать авангард, то, скорее всего, получилась бы очень небольшая коллекция работ первого уровня. А тратить время на формирование вторичной коллекции смысла, мне кажется, нет.Алексей Ананьев
Концепция музея построена на просветительской деятельности: научные сотрудники организуют лекции, мастер-классы для детей и взрослых, а также проводят общественные мероприятия.

## Экспозиция
Музейный фонд содержит более 6000 произведений русского реалистического искусства, однако на постоянной экспозиции представлено только 500 работ. Как отмечает Алексей Ананьев, это связано со строгим принципом отбора полотен для создания целостного выставочного пространства. Экспозиция выстроена в хронологическом порядке и располагается на трёх этажах здания общей площадью 4500 м².
К 2016 году в музее была проведена масштабная реновация выставочного пространства, выполненная по проекту архитекторов Игоря Чиркина и Павла Пришина. После ремонта помещения здания оборудовали инженерными коммуникациями и системой климат-контроля, позволяющей поддерживать оптимальную для картин температуру. Художником-концептуалистом Андреем Шелютто была разработана система навигации, отвечающая современному образу музея.
Все залы имеют несколько общих черт, они в каком-то смысле проницаемы, у нас множество арок и визуальных прострелов, которые связывают между собой исторические периоды и сюжеты. При этом мы постарались каждому залу придать свою атмосферу и свою идентичность с помощью цвета. Существующая архитектура здания имеет очень красивые окна, и в некоторых частях экспозиции мы их оставили открытыми, чтобы у зрителей не было ощущения закрытого вакуумного пространства.Архитекторы Игорь Чиркин и Павел Пришин
Первый этаж
Выставочное пространство первого этажа начинается с работ художников конца XIX — начала XX веков. После реновации 2016 года стены залов окрашены в яркие цвета, чтобы воссоздать дух эпохи перемен. Составной частью экспозиции является один из самых больших разделов музейной коллекции — советская живопись первой половины XX века. В число представленных произведений входят полотна Аркадия Пластова, Сергея Герасимова, Александра Дейнеки, Юрия Пименова, Георгия Нисского и Исаака Бродского. Одним из самых ценных экспонатов считается полотно «Девушка, завязывающая ленту на голове», выполненное Александром Дейнеки в 1930-х годах.
Второй этаж
На втором этаже экспонируется советское послевоенное искусство. В первой половине залов представлены работы, посвящённые Великой Отечественной войне и образу русской деревни того времени. Стены комнат окрашены базальтовым цветом, а пол выстелен паркетом и намеренно сделан скрипучим для создания эффекта присутствия. Во второй половине залов хранятся работы художников периода хрущёвской оттепели: Гелия Коржева, братьев Сергея и Алексея Ткачёвых (авторское повторение картины «Детвора»), Виктора Иванова, Петра Оссовского, Дмитрия Жилинского, Таира Салахова.
Третий этаж
Экспозиция последнего этажа посвящена работам современного искусства, созданным начиная с 1970-х годов. Залы оформлены в минималистичном стиле и чёрно-белых тонах. На стенах представлены полотна Виктора Калинина, Алексея Суховецкого, Владимира Телина, Вячеслава Стекольщикова, Вячеслава Загонека, Михаила Изотова.